# 카자흐스탄 주재 외국공관 목록

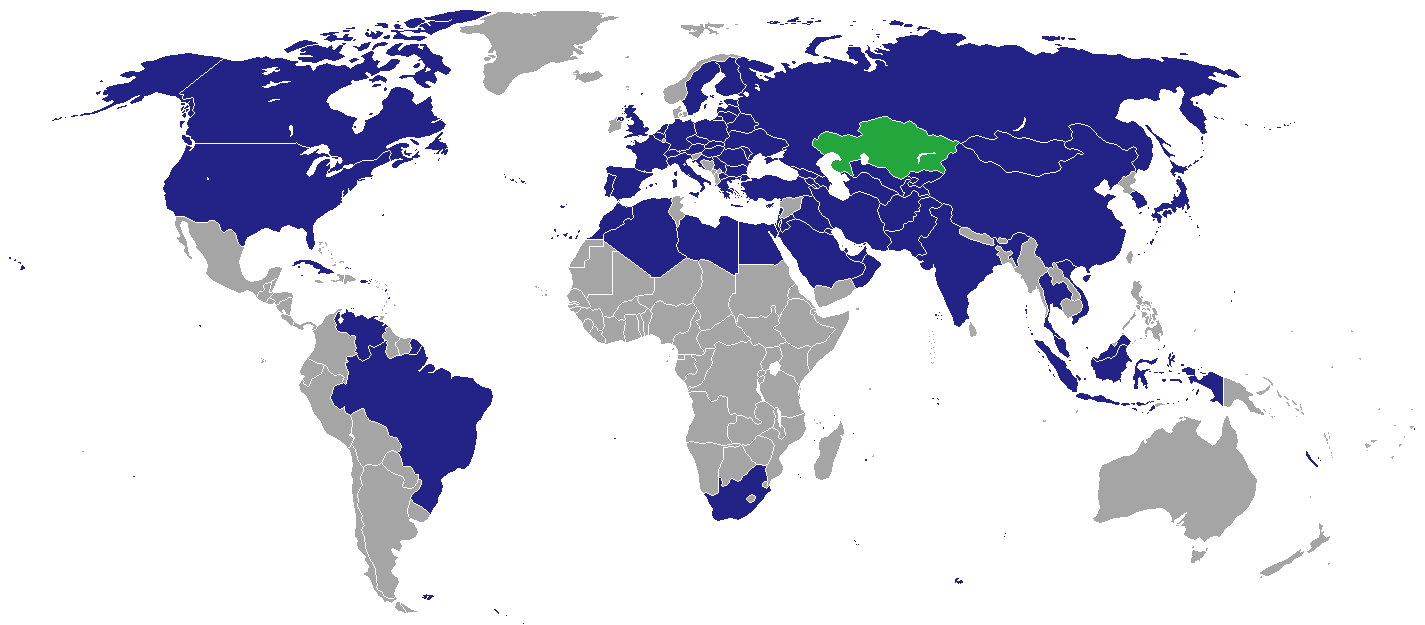
카자흐스탄에 설치된 외국공관들.

카자흐스탄 주재 외국공관 목록은 카자흐스탄에 주재하는 외국공관(대사관 및 영사관)과 함께 카자흐스탄과 외교 관계는 수립했으나, 카자흐스탄에 공관을 설치하지 않은 국가에 대해 다룬다. 현재 아스타나와 알마티에 대사관을 설치한 국가는 62개국이다.

## 대사관

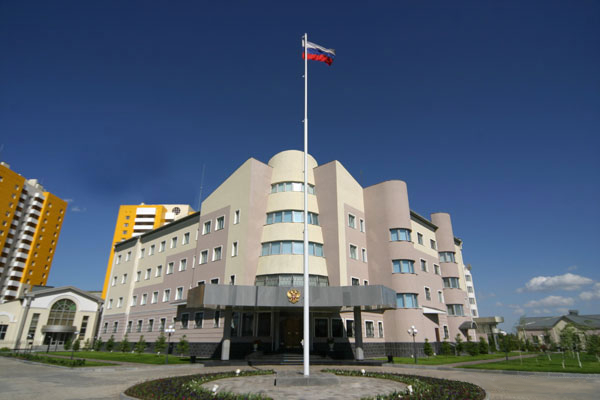
아스타나 주재 러시아 대사관.

아스타나
| - 아프가니스탄 - 아르메니아 - 오스트리아 - 아제르바이잔 - 벨라루스 - 벨기에 - 브라질 - 불가리아 - 캐나다 - 중국 - 크로아티아 - 쿠바 - 체코 - 이집트 - 에스토니아 - 핀란드 - 프랑스 - 조지아 - 독일 - 그리스 - 바티칸 시국 - 헝가리 - 인도 | - 인도네시아 - 이란 - 이라크 - 이스라엘 - 이탈리아 - 일본 - 요르단 - 쿠웨이트 - 키르기스스탄 - 라트비아 - 리비아 - 리비아 - 리투아니아 - 말레이시아 - 몽골 - 모로코 - 네덜란드 - 북마케도니아 - 노르웨이 - 오만 - 파키스탄 - 팔레스타인 - 폴란드 | - 카타르 - 루마니아 - 러시아 - 사우디아라비아 - 세르비아 - 슬로바키아 - 남아프리카 공화국 - 대한민국 - 몰타 기사단 - 스페인 - 스웨덴 - 스위스 - 타지키스탄 - 태국 - 튀르키예 - 투르크메니스탄 - 우크라이나 - 아랍에미리트 - 영국 - 미국 - 우즈베키스탄 - 베네수엘라 - 베트남 |

알마티
| - 우즈베키스탄 |

## 대표부
- 유럽 연합 (일반 대표부)

## 분관
알마티
- 아프가니스탄
- 벨라루스
- 일본
- 대한민국
- 타지키스탄

## 총영사관/영사관
알마티
- 벨기에 (영사관)
- 중국
- 프랑스
- 독일
- 헝가리
- 키르기스스탄
- 라트비아 (영사관)
- 몽골
- 폴란드
- 러시아
- 스위스
- 튀르키예[2]
- 투르크메니스탄 (영사관)
- 우크라이나
- 미국

악타우
- 아제르바이잔 (영사관)
- 이란 (영사관)
- 튀르키예 (영사관)
- 투르크메니스탄 (영사관)

오랄
- 러시아 (영사관)

## 명예 영사관
알마티
- 오스트레일리아
- 오스트리아
- 콜롬비아
- 칠레
- 체코
- 핀란드
- 네덜란드
- 노르웨이
- 싱가포르
- 스웨덴
- 태국
- 예멘

## 비상주공관
다음 국가들은 카자흐스탄과 외교 관계는 수립하였으나, 카자흐스탄에 대사관을 설치하지 않은 국가들이다. 옆에 병기한 지역에 설치된 공관에서 주 카자흐스탄 대사관을 겸임한다. 다만, 지역을 명시하지 않은 해당 도시는 모스크바를 의미한다.
| - 아르헨티나 - 오스트레일리아 - 보스니아 헤르체고비나 - 칠레 - 크로아티아 (앙카라) - 키프로스 - 덴마크 - 과테말라 - 아이슬란드 - 아일랜드 - 케냐 - 레소토 (뉴델리) - 룩셈부르크 - 북마케도니아 (앙카라) | - 몰타 - 멕시코 (앙카라) - 몰도바 - 뉴질랜드 - 나이지리아 - 페루 - 필리핀 - 포르투갈 - 싱가포르 (싱가포르) - 슬로베니아 - 스리랑카 - 스웨덴 (스톡홀름) - 우루과이 |

## 같이 보기
- 카자흐스탄의 재외공관 목록